# Arata Tendō
Œuvres principales
L’homme qui pleurait les morts
Arata Tendō (天童 荒太, Tendō Arata), est le nom de plume de Noriyuki Kurita (栗田 教行), écrivain japonais né à Matsuyama dans la préfecture d'Ehime, le 8 mai 1960.

## Biographie
Il travaille comme scénariste pour la télévision et le cinéma avant de se lancer dans l'écriture. Il a fait paraître cinq romans où il mêle suspense, mystère et interrogations métaphysiques.
Il obtient de nombreux prix, dont le prix Naoki en 2008 et le grand prix des libraires du Japon en 2009 pour L’homme qui pleurait les morts (Itamu Ito 悼む人), un roman où le personnage principal, Shizuto, un célibataire de 32 ans, quitte son travail et sa famille (ses parents et sa sœur) pour parcourir le Japon, sac au dos, afin de se recueillir sur les lieux où un être humain a connu une mort violente. Ses motivations demeurent dans l'ombre puisque la narration le décrit en ayant recours à l'angle d'observation de ses proches, d'un journaliste ou d'étrangers que le héros croise pendant son périple.

## Œuvres traduites en français
- L’homme qui pleurait les morts [« Itamu Hito », 2008], trad. de Corinne Atlan, Paris, Éditions du Seuil, coll. « Cadre Vert », 2014, 606 p.  (ISBN 978-2-02-107882-4)[1]